# Costuleni (Ungheni)
Pour les articles homonymes, voir Costuleni.
Costuleni est une commune du raion de Ungheni en Moldavie.
Sa population était de 3 069 habitants en 2014.